# Pseudomysz delikatna
Pseudomysz delikatna (Pseudomys delicatulus) – gatunek gryzonia z rodziny myszowatych, występujący w Australii i na Nowej Gwinei.

## Klasyfikacja
Gatunek ten został opisany naukowo w 1842 roku przez Johna Goulda. Miejsce typowe to Port Essington w Terytorium Północnym w Australii. Analizy budowy plemników i badania elektroforetyczne enzymów wskazują na pokrewieństwo tego gatunku z pseudomyszą malutką (P. novaehollandiae) i pseudomyszą pośrednią (P. pilligaensis). Zwierzęta opisane jako pseudomysz pośrednia mogą w rzeczywistości być populacją pseudomyszy delikatnej, która w przeszłości krzyżowała się z pseudomyszą malutką. Do tej samej podgrupy blisko spokrewnionych gatunków zaliczane są także pseudomysz akacjowa (P. bolami), pseudomysz piaskowa (P. hermannsburgensis) i jeden nieopisany gatunek. Populacje pseudomyszy delikatnej z Queenslandu i Terytorium Północnego mogą być allopatrycznymi podgatunkami, a te żyjące na zachodzie zasięgu nawet oddzielnym gatunkiem.

### Nazewnictwo
Nazwa łacińska Pseudomys pochodzi od stgr. ψευδής pseudes – fałszywa oraz μῦς mus – mysz. W wydanej w 2015 roku przez Muzeum i Instytut Zoologii Polskiej Akademii Nauk publikacji „Polskie nazewnictwo ssaków świata” gatunkowi nadano nazwę pseudomysz delikatna. W Australii zwierzę nosi angielską nazwę delicate mouse oraz aborygeńską nazwę Molinipi.

## Występowanie
Pseudomysz delikatna występuje w północnej i wschodniej części kontynentu australijskiego, od Port Hedland w Australii Zachodniej po Bundaberg w Queenslandzie, oraz na przybrzeżnych wyspach takich jak Groote Eylandt, Wyspa Melville’a i Wielka Wyspa Piaszczysta. Stwierdzono jej obecność także w Nowej Południowej Walii, daleko na południe od wcześniej znanych miejsc występowania. Populacja żyje także po drugiej stronie Cieśniny Torresa, w Papui-Nowej Gwinei, na południe od rzeki Fly. Jej zasięg jest duży, ale nieciągły.
Pseudomysz delikatna jest spotykana na piaszczystych, otwartych obszarach, z których woda deszczowa może łatwo odpływać, rzadko porośniętych trawami. Jest w stanie przetrwać na rzadko porośniętej drzewami sawannie, zdegradowanej przez ludzką działalność i intensywny wypas.

## Wygląd
Jest to najmniejszy z rodzimych australijskich gryzoni, o masie od 6 do 15 gramów, choć zazwyczaj nie przekracza 10 g. Wierzch jej ciała jest żółtobrązowy do szarobrązowego, spód ciała jest biały lub kremowy, podobnie jak boki pyszczka i stopy. Boki ciała mają żółtawe zabarwienie; futro jest miękkie i krótkie. Stopy są smukłe, cienki ogon jest prawie równej długości co ciało z głową. Jest ubarwiona podobnie do europejskiej myszarki zaroślowej (Apodemus sylvaticus).

## Tryb życia
Pseudomysz delikatna żywi się głównie nasionami traw. Prowadzi naziemny tryb życia, kopie nieskomplikowane nory o głębokości do 40 cm. Czasem buduje je w termitierach. Rozród jest zależny od dostępności pokarmu, samice mogą w ciągu roku wydać na świat kilka miotów po 3–4 młode.

## Populacja i zagrożenia
Trend zmian liczebności pseudomyszy delikatnej nie jest znany. Wiadomo, że wzrasta ona znacząco po pożarach traw. Nie są znane poważne zagrożenia dla istnienia gatunku i występuje on w wielu obszarach chronionych, takich jak Park Narodowy Kakadu. Gryzonie te mogą padać ofiarą introdukowanych drapieżników, lisów rudych i kotów domowych. Międzynarodowa Unia Ochrony Przyrody uznaje pseudomysz delikatną za gatunek najmniejszej troski. W Nowej Południowej Walii, gdzie stwierdzono jej występowanie tylko przy granicy z Queenslandem, jest zaliczona do gatunków zagrożonych wyginięciem (ang. endangered).